# Jens-Wilhelm Taeger

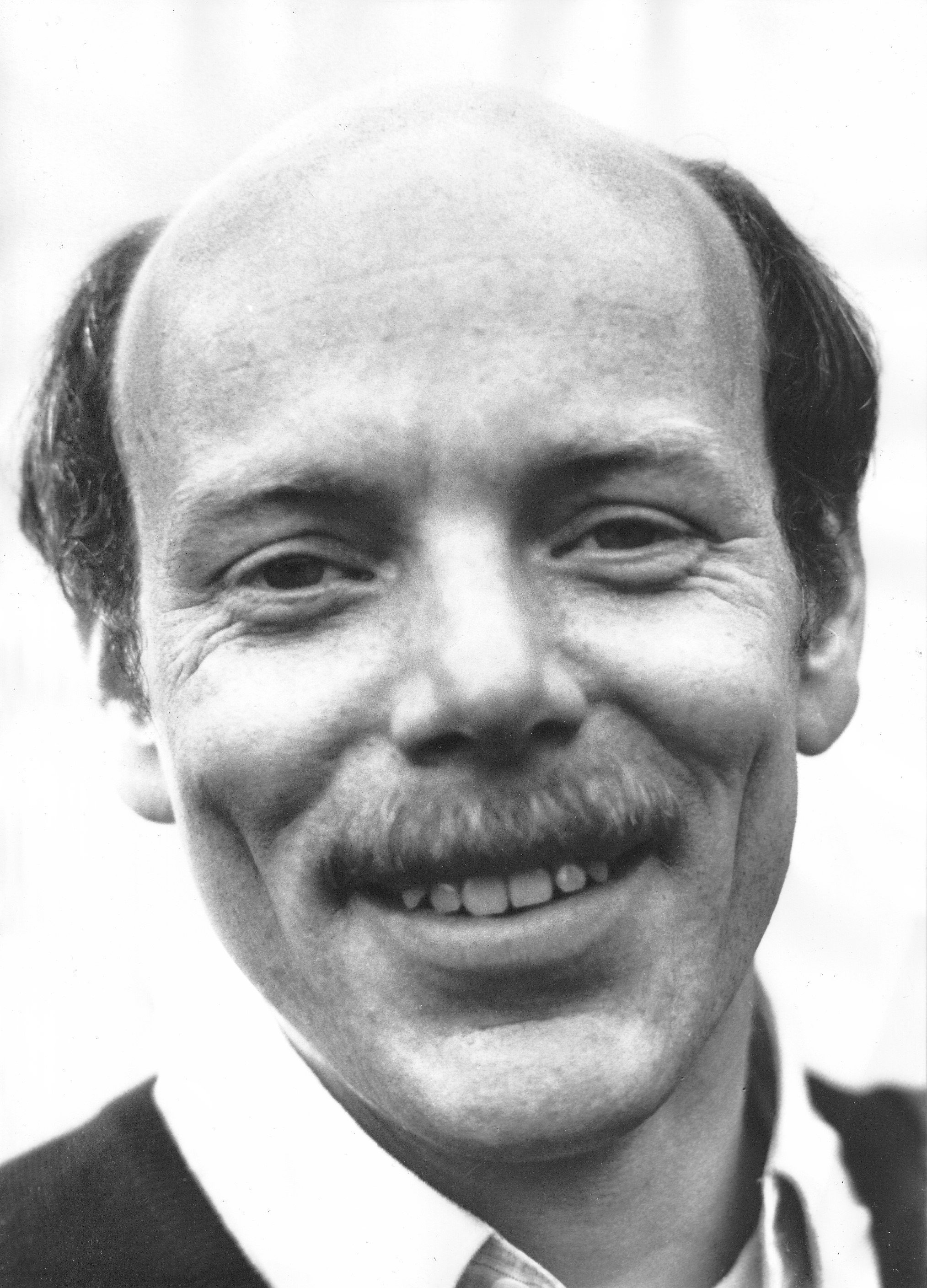
Jens-Wilhelm Taeger (1994)

Jens-Wilhelm Taeger (* 16. Februar 1945; † 7. Dezember 2004) war ein evangelischer Theologe und Professor für Neues Testament. Seine Schwerpunkte waren die Erforschung des Corpus Johanneum, vor allem der Johannesapokalypse.

## Leben
Taeger studierte Evangelische Theologie und wurde mit einer Arbeit über die beiden lukanischen Werke im Neuen Testament promoviert; danach absolvierte er sein Vikariat und begann dann seine Arbeit an seiner Habilitationsschrift über die Johannesapokalypse und den johanneischen Kreis. Ab 1986 Vertretung einer Professur für Bibelwissenschaften, Schwerpunkt Neues Testament, in der Philosophischen Fakultät der RWTH Aachen. 1988 Professor für Bibelwissenschaften an der Justus-Liebig-Universität Gießen. 1989 Professor für Bibelwissenschaften, Schwerpunkt Neues Testament, in der Philosophischen Fakultät der RWTH Aachen. Im Jahr 1994 wurde er als Professor für Neues Testament an die Theologische Fakultät der Westfälischen Wilhelms-Universität Münster berufen.

## Wissenschaftliche Thesen
Bereits vor dem Beginn seiner Habilitationsschrift begann er sich mit seinem späteren Schwerpunkt, der Johannesapokalypse, zu beschäftigen. Als Habilitationsschrift legte er seine umfangreichste Studie vor und versuchte dabei den Autor dieser Schrift als Teil einer Entwicklung zu beschreiben, die alle von einem Johannes stammende Werke des Neuen Testaments in eine Reihe stellt.
Ergebnis seiner Habilitationsschrift ist, dass es eine durchgehende Entwicklung des Eschatologiedenkens innerhalb der johanneischen Werke gebe. Diese Entwicklung sei demnach durch eine enge Verbindung zwischen dem Kreis, der für die Entstehung des Evangeliums und der Briefe ist und dem Autor der Apokalypse begründet. Taeger spricht in diesem Zusammenhang von drei Stufen: Den Autoren des Evangeliums, den nachfolgenden Autoren der Briefe und schließlich dem Autor der Apokalypse.
Seine grundlegende These ist dabei, dass man eine solche Nähe der einzelnen Schriften durch einen Motivvergleich zeigen könne. Diese Methode sucht nach ähnlichen Inhalten verschiedener Schriften und versucht zwischen diesen eine Entwicklung aufzuzeigen. Taeger versuchte dies anhand der Siegesthematik zu zeigen und sah dabei drei Entwicklungsstufen: Zunächst werde in
Joh 16,33  von einem zurückliegenden Sieg gesprochen, im ersten Johannesbrief von einem kommenden Sieg, allerdings nicht von Christus, sondern von der Gemeinde, und schließlich in der Johannesapokalypse eine Form, die beiden ähnlich ist.

## Werke

### Monografien
- Der Mensch und sein Heil. Studien zum Bild des Menschen und zur Sicht der Bekehrung bei Lukas. StNT 14, Gütersloh 1982.
- Johannesapokalypse und johanneischer Kreis. Versuch einer traditionsgeschichtlichen Ortsbestimmung am Paradigma der Lebenswasser-Thematik. BZNW 51, Berlin; New York 1989.
- Johanneische Perspektiven. Aufsätze zur Johannesapokalypse und zum johanneischen Kreis 1984 - 2003. Hrsg. v. David C. Bienert und Dietrich-Alex Koch, FRLANT 215, Göttingen 2006.
- Crux Christi – Mea Spes. Predigten aus den Jahren 1967 - 2003, hrsg. v. David C. Bienert, Dietrich-Alex Koch und Klaus Rudolph, Dokumente aus Theologie und Kirche 5, Rheinbach 2008.

### Aufsätze (Auswahl)
- Paulus und Lukas über den Menschen, ZNW 71, 1980, S. 96–108.
- Einige neuere Veröffentlichungen zur Apokalypse des Johannes, VF 29, 1984, S. 50–75.
- „Gesiegt! O himmlische Musik des Wortes!“ Zur Entfaltung des Siegesmotivs in den johanneischen Schriften, ZNW 85, 1994, S. 23–46.

### Weitere Literatur
- Bienert, David C.: Art. Taeger, Jens-Wilhelm (1945-2004), in: Biographisch-Bibliographisches Kirchenlexikon: Verlag Traugott Bautz GmbH, Bd. 28, 2007, 1501-1506.